# Eupatoriastrum triangulare
Eupatoriastrum triangulare là một loài thực vật có hoa trong họ Cúc. Loài này được (DC.) B.L.Rob. mô tả khoa học đầu tiên năm 1923.